# История Центральной Америки

История Центральной Америки и Антильских островов с 1700 года

История Центральной Америки — история региона, расположенного между Северной и Южной Америками.

## Доколумбова эпоха
В Доколумбову эпоху большая часть Центральной Америки принадлежала к мезоамериканской цивилизации. Заселение региона шло с севера на юг, однако различные модели по-разному определяют начало этого процесса, относя его либо к 40−21 тыс. лет назад, либо к 17−15 тыс. лет назад. Наиболее ранние археологические находки, относящиеся к культуре Диабло, датируются X веком до н. э. Индейские сообщества, в некоторых случаях развившиеся в полноценные государства, занимали территории от центра Мексики до севера Коста-Рики. Между Центральной и Южной Америкой, на территории Панамы, обнаруживаются признаки обеих культур.
К основным доколумбовым культурам Центральной Америки относятся ольмеки (1150−800 годы до н. э.), майя (200 год до н. э. — 900), тольтеки (900−1200), ацтеки (1428−1521). Эти культуры оставили после себя обширные церемониальные центры и города с крупными сооружениями. Они имели высокий уровень развития ремёсел: обработки камня, дерева и металлов —производили текстиль и краски, обладали познаниями в астрономии, использовали точный календарь и создали оригинальные системы письменности.

## Испанская колонизация
После открытия Америки Христофором Колумбом XV веке началась колонизация Центральной Америки. В 1510 Васко Нуньес де Бальбоа основал колонию Панама и стал её губернатором. В 1519–1521 годах испанцы уничтожают Ацтекскую империю и на 300 лет устанавливают в регионе своё владычество. В 1524 испанцы продолжили завоевание территорий, присоединяя их к испанской короне в виде провинций: Чьяпас, Гватемала, Гондурас, Никарагуа, — которые в 1542 году были преобразованы в Королевскую аудиенсию Гватемалы.
Тем не менее, уже с конца XVI века начинается проникновение в регион других европейских держав. В течение XVII века британцы, голландцы и французы захватывают территории на Карибских островах, в Центральной и Южной Америке. Великобритания получает под свой контроль восточное побережье Карибского моря. Чтобы противодействовать конкурентам, Испания наделяет главу Королевской аудиенсии Гватемалы дополнительными полномочиями, присвоив ему титул генерал-капитана и предоставив автономию в вопросах администрирования и военного дела. В состав Генерал-капитанства Гватемала попадают будущие территории мексиканского штата Чьяпас и современных государств Гватемала, Сальвадор, Гондурас, Никарагуа и Коста-Рика.

## Обретение независимости
В 1811 году, во время Пиренейских войн в Европе, в Сальвадоре произошло первое восстание с требованием независимости. Через три года, после восстановления власти Фердинанда VII, восстание повторилось. В обоих случаях выступления были легко подавлены, а политические требования удовлетворены в ходе общей политической реформы испанского мира, приведшей к принятию конституции. С 1810 по 1814 годы от генерал-капитанства в Кадисские кортесы дополнительно избиралось семь представителей, помимо них интересы провинций представляли местные депутаты.
В 1821 году Конгресс центральноамериканских креолов объявил о своей независимости от Испании начиная с 15 сентября 1821 года. Этот день для многих наций Центральной Америки считается днём независимости. Испанский капитан-генерал Габино Гаинса симпатизировал повстанцам и решил остаться временным главой территории до формирования нового правительства. Независимость не продолжилась долго: 5 января 1822 года Гватемала была аннексирована Мексиканской империей. Аннексию поддержали гватемальские консерваторы, а противодействие либералов было подавлено. В 1823 году первая империя прекратила существования, а присоединённым территориям Центральной Америки было предоставлено право выбора своего будущего
В 1821 году Панама объявила независимость от Испании и вошла в состав Великой Колумбии Симона Боливара. Независимость от Колумбии она получила в 1903 году при поддержке США.

### Соединённые Провинции Центральной Америки

Герб Соединённых Провинций Центральной Америки

1 июля 1823 года конгресс Центральной Америки принял декларацию абсолютной независимости от Испании, Мексики или любой другой иностранной державы. Появилось новое независимое государство с республиканской формой правления — Соединённые Провинции Центральной Америки, состоявшее из Гватемалы, Сальвадора, Гондураса, Никарагуа и Коста-Рики. Чьяпас не успел присоединиться к этому образованию и был оккупирован мексиканскими войсками. В 1830 году в состав государства вошёл Лос-Альтос, впоследствии поделённый между Мексикой и современной Гватемалой. Соединённые Провинции существовали до 1840 года, когда в результате гражданской войны распались на независимые государства.

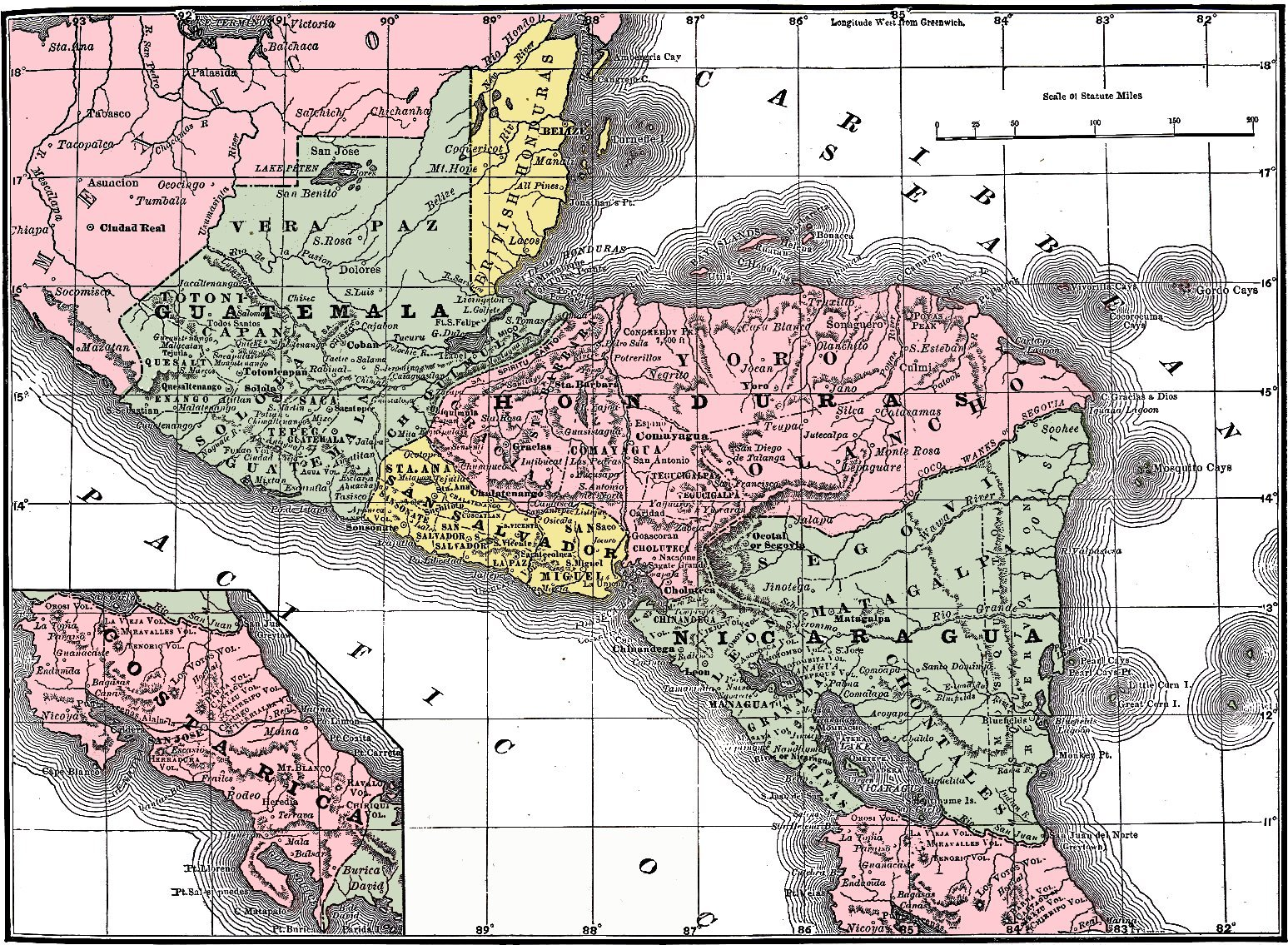
Карта Центральной Америки (1892)

### Попытки воссоединения
На протяжении XIX и в начале XX века центральноамериканские нации предприняли несколько попыток воссоединиться, но ни одна не привела к долговременному союзу:
- В 1842 году возникла Конфедерация Центральной Америки, которая включала Сальвадор, Гватемалу, Гондурас и Никарагуа и просуществовала до 1844 года
- С октября по ноябрь 1852 года Сальвадор, Гондурас и Никарагуа входили в состав Федерации Центральной Америки
- В 1880-х годах восстановить единое государство силой оружия предпринял президент Гватемалы Хусто Руфино Барриос Ауйон, но был убит
- С 1896 по 1898 годы Гондурас, Никарагуа и Сальвадор объединились в Великую республику Центральной Америки.

- С июня 1921 по январь 1922 Сальвадор, Гватемала, Гондурас и Коста-Рика сформировали новую Федерацию Центральной Америки

Несмотря на неудачные попытки, идея создать в Центральной Америке политический союз продолжала жить. В частности, в 1856–1857 годах страны региона заключили военный союз, чтобы противостоять вторжению Уильяма Уокера.

### Британский Гондурас
Отдельно от испанских владений развивалась история Британского Гондураса. Эта территория на восточном побережье Центральной Америки на границе Гватемалы и Мексики в 1638 году была колонизирована британцами. После неудачных попыток со стороны Испании уничтожить колонию, Великобритания закрепила её за собой и в 1862 году превратила в коронную колонию.

## XX век
В XX веке продолжились попытки консолидации стран Центральной Америки. В 1907 году, при посреднических усилиях США и Мексики, был создан Центральноамериканский суд, который просуществовал более 10 лет. После Второй Мировой войны Коста-Рика, Сальвадор, Гватемала, Гондурас и Никарагуа учредили Организацию центральноамериканских государств (исп. Organización de Estados Centroamericanos, ODECA), в рамках который был воссоздан общий центральноамериканский суд. В 1960 году Сальвадор, Гватемала, Гондурас и Никарагуа создали Центральноамериканский общий рынок (англ.  Central American Common Market, CACM), к которому в 1963 году присоединилась и Коста-Рика, а затем Панама. Дальнейшему усилению политических и экономических связей помешала Футбольная война между Сальвадором и Гондурасом. Возобновление функционирования Общего рынка произошло в 1991 году.
Британский Гондурас с 1964 года стал пользоваться внутренним самоуправлением. Он стал последним континентальным владением Великобритании и обрёл независимость в 1981 году.
В 1991 году государства Центральной Америки создали парламент. В этот совещательный орган своих представителей направили Гондурас, Сальвадор, Никарагуа и Гватемала, а также Панама и Доминиканская Республика. Коста-Рика, несмотря на неоднократные приглашения, от участия в парламенте воздержалась. В 2007 году Гондурас, Сальвадор, Никарагуа и Гватемала приняли решение открыть границы: граждане этих стран смогли свободно перемещаться из страны в страну, используя внутреннее удостоверение личности.